# 呂常
呂 常（りょ じょう、161年 - 221年）は、中国後漢末期から三国時代の魏の武将・政治家。荊州南陽郡博望県の人。

## 『三国志』での記述
建安24年（219年）、関羽が北伐で于禁を撃破し、樊城の曹仁を包囲した際に、将軍呂常が守る襄陽をも包囲したとある。

## 碑文での記述
『横海将軍呂君碑銘』の記載によると、呂常は南陽郡博望県の人で、州内において勇名を馳せ、雉のような高い城壁を作り、矛を取ってよく戦い、慎重に守り、敵兵は敵国内に封じ込められ、四方の近隣の侵略を許さなかったと評価され、武猛都尉、厲節中郎将、裨将軍をそれぞれ拝し、関内侯に封じられた。建安13年（208年）、曹操が15万の大軍を率いて南征すると、呂常は他の者と共に南征に加わり、戦功をあげ、陰徳亭侯に封じられ、襄陽太守を領した。襄陽太守として13年の間、領内の寄り集まりのごろつきは離散し、民をよく規律によって治め、三孝を民に教示させたとして、平狄将軍に昇進し、盧亭侯に改封された。建安24年（219年）、関羽が北伐してくると、呂常は襄陽城にて包囲されたが、呂常は城内を法律をもってよく守り、兵士の反乱を防いだため、関羽が襄陽城を攻めても攻め落とすことができなかった。関羽が敗死した後、建安25年（220年）正月、曹操が亡くなり曹丕が魏王を継ぐと、呂常は横海将軍に昇進し、西鄂都郷侯に封じられ、食邑700戸を領した。黄初2年（221年）正月、呂常は61歳で亡くなった。

## 呂乂との関係
蜀漢の呂乂は南陽郡の人であり、その父の呂常は劉焉が益州に入るのを送ったが、のちに張魯の工作により道が不通になって呂乂と生き別れになったとある。なお、呂乂の父の呂常が襄陽太守の呂常と同一人物かは不明である。

## 物語の中の呂常
小説『三国志演義』第73回では、呂常は関羽に樊城を囲まれた際に、城を出て関羽の軍隊と戦うことを求め、曹仁から兵2千人を与えられ、樊城を出て関羽を迎え撃ったが、関羽に大敗し、敗残軍を率いて樊城に逃げ帰った。